# Servio Sulpicio Camerino Rufo
Servio Sulpicio Camerino Rufo  fue un político romano del siglo IV a. C., miembro de los Sulpicios Camerinos, una rama patricia de la gens Sulpicia. Fue probablemente hijo de Servio Sulpicio Rufo Pretextato y de Fabia, hija de Marco Fabio Ambusto. Obtuvo el consulado en el año 345 a. C.